# Carter the Unstoppable Sex Machine
Carter the Unstoppable Sex Machine (vaak afgekort tot Carter USM) was een Britse powerpop/rockband met teksten die vaak woordspelingen bevatten.

## Carrière
Fruitbat en Jim Bob begonnen hun carrière in de band Jamie Wednesday. Carter USM ontstond toen ze de enige bandleden waren die in 1987 opdaagden op een benefietconcert, en optraden als duo, vergezeld door backing tapes.
Carter USM's debuutalbum 101 damnations scoorde in de Britse indiehitparade. Het tweede album 30 something bereikte de 8ste plaats in de hitparade. Een van de singles uit dit album, Bloodsport for all, een aanklacht tegen pesterijen en racisme in het leger, verscheen bij het uitbreken van de Golfoorlog van 1990-1991 en werd daarom verbannen door de BBC.
In 1992 was de band headliner op het Glastonbury Festival, waar hun set werd ingekort omdat de bands die voor hen speelden het tijdschema niet hadden gerespecteerd. Fruitbat beledigde daarop festivalorganisator Michael Eagis en kreeg vervolgens een levenslang verbod nog op het festival te spelen.
Wez van de band Resque, die al in het voorprogramma van Carter USM had gespeeld, werd in 1994 aangeworven als drummer. Twee jaar later vervoegden ook Wez' broer Steve (gitaar), Salv (basgitaar) en Ben Lambert (keyboards) de band. De band speelde een lange tournee door het Verenigd Koninkrijk, en besloot in januari 1998 te uit elkaar te gaan. Er volgden nadien verschillende reünieconcerten en -tournees, maar er werden geen nieuwe albums meer uitgebracht.

## Discografie
- 1990 -  101 damnations
- 1991 -  30 something
- 1992 -  The love album
- 1993 -  Post historic monsters
- 1995 -  Worry bomb
- 1998 -  I blame the government